# Wir sind wir
Wir sind wir (auch bekannt als Wir sind wir (Ein Deutschlandlied)) ist ein Lied des deutschen DJs Paul van Dyk, in Kooperation mit dem deutschen Synthiepop-Musiker Peter Heppner. Das Stück ist die erste Singleauskopplung aus seinem dritten Remixalbum Re-Reflections in the Mix (The Remix Album).

## Entstehung und Artwork
Geschrieben wurde das Lied von Peter Heppner und Paul van Dyk. Letzterer produzierte die Single auch. Gemeinsam mit Jens Kuphal war van Dyk auch für die Abmischung, das Arrangement und das Mastering verantwortlich. Die Aufnahmen erfolgten in den Berliner Nucleus Studios. Die Single wurde unter dem Musiklabel Urban veröffentlicht, durch den Hanseatic MV, die Paul van Dyk GmbH und den pH-Werk Musikverlag verlegt sowie durch Universal Music Publishing vertrieben. Auf dem Cover der Maxi-Single sind – neben Künstlernamen und Liedtitel – schwarz-weiße Screenshots aus dem dazugehörigen Musikvideo zu sehen. Die Fotografien und Artworkarbeiten des Covers stammen von Marc Schilkowski und Nela König.

## Veröffentlichung und Promotion
Die Erstveröffentlichung von Wir sind wir erfolgte am 24. Juni 2004 in Deutschland. Eine Veröffentlichung in Österreich folgte am 11. Juli 2004. Die Single ist in diversen verschiedenen EPs, Maxi-Singles und Vinylplatten erhältlich, die sich durch die Anzahl und der Auswahl an B-Seiten unterscheiden. Am 12. Juli 2004 wurde eine spezielle „Wunder von Bern Special Edition“ des Liedes unter dem Namen Tor Tor Tor veröffentlicht. Diese beinhaltet Radiokommentare von Herbert Zimmermann aus dem Endspiel der Fußball-Weltmeisterschaft 1954. Als B-Seite von van Dyks Nachfolge-Single The Other Side wurde Wir sind wir am 5. September 2005 im Vereinigten Königreich veröffentlicht.
Für kurze Zeit erschien am 12. Juli 2004 eine exklusive 2-Track-Single via iTunes. Diese beinhaltet eine „Vollversion“ und Instrumentalversion von Wir sind wir. Beide Versionen entstanden in Zusammenarbeit mit dem Deutschen Filmorchester Babelsberg. Aus unbekannten Gründen wurde die Single nach kurzer Zeit wieder von iTunes zurückgenommen. Die „Vollversion“ wurde im September 2005 erneut unter dem Titel Wir sind wir (Ein Deutschlandlied) veröffentlicht. Das Instrumental wurde seither nicht mehr offiziell veröffentlicht.
Um das Lied zu bewerben, folgten unter anderem Liveauftritte in der RTL-Musikshow Top of the Pops und der NDR-Talkshow 3 nach 9. Im September 2005 wurde das Lied zum 15. Tag der Deutschen Einheit neu, in einer Orchesterversion mit dem Deutschen Filmorchester Babelsberg, aufgenommen. Heppner und Van Dyk führten das Stück zusammen während des Staatsaktes zum Tag der Deutschen Einheit am 3. Oktober 2005 in Potsdam auf. Die Feierlichkeiten wurden vom Rundfunk Berlin-Brandenburg (RBB) live übertragen.

## Hintergrund
Zusammenarbeit van Dyk und Heppner
Zur Frage, wie van Dyk auf Heppner als Gastsänger kam, antwortete er: Heppner habe die Sensibilität, die es brauche, um einen Text zu diesem Thema zu verfassen und er halte ihn einfach für den besten Sänger Deutschlands. Laut Heppner sind er und van Dyk vom ZDF unter Regie von Guido Knopp gebeten worden, zur Dokumentation Das Wunder von Bern – Die wahre Geschichte ein Lied zu schreiben, das die Gefühle der Menschen vor, während und nach dieser Zeit aufzeigen sollte.
Goethe-Institut
Das Goethe-Institut nutzt das Lied bzw. das Musikvideo als Unterrichtsmaterial “Niveau: Untere Mittelstufe (B1)”.
Nationalismus-Vorwürfe
Aufgrund der Textpassage „Wir sind wir, wir stehen hier. So schnell kriegt man uns nicht klein …“ warfen einige große Printmedien, unter denen auch die Frankfurter Allgemeine Zeitung, dem Stück einen Hang zum Nationalismus vor. In einem späteren Interview mit dem Stern schilderte Heppner, dass der Autor des FAZ-Berichtes lediglich einen kurzen Ausschnitt beim Zappen sah. Beim hin und her schalten zwischen der Olympia-Berichterstattung und MTV kam dieser wohl zum Fazit: „Das können sie, die Deutschen. Brüllen und Schießen“. Während der Fußball-Weltmeisterschaft 2006 im eigenen Land änderte sich dies, aus Nationalisten seien sie plötzlich zu Visionären geworden.
Björn Höcke, Fraktionsvorsitzender der Alternative für Deutschland in Thüringen, nutzte das Lied bis Januar 2016 als Eröffnung für seine Kundgebungen auf dem Erfurter Domplatz. Gegenüber der Zeit erklärte van Dyk, dass er sich „aufs Schärfste“ von der AfD distanziere. Ende Januar veranlasste dieser eine Unterlassungsaufforderung. Nach einer Meldung der Zeit verlangte van Dyk in dem Schreiben, dass die Partei „jedwede unberechtigte Nutzung“ seines Stückes Wir sind wir einstellt. Sollte die Partei der Aufforderung nicht nachkommen, werde er urheber- und strafrechtlich dagegen vorgehen. 2018 äußerte sich Heppner in einem Interview mit der Freien Pressen wie folgt dazu: Diese Leute hätten ihn einfach nicht verstanden. Wir sind wir sei eine Bestandsaufnahme. Dieses „Wir“, das seien alle Menschen, die hier leben, die dieses Land erlebt und geformt hätten. Sein „Wir“ schließe niemanden aus. Wenn jemand daraus einen kleineren Kreis machen wolle, könne er nur persönlich mit ihm diskutieren.

## Inhalt
| „Wir sind wir! Wir stehn’ hier! Das kanns noch nicht gewesen sein, keine Zeit zum Traurigsein. Wir sind wir! Wir stehn’ hier! Wir sind wir!“ – Refrain, Originalauszug | Der Liedtext zu Wir sind wir ist in deutscher Sprache verfasst. Die Musik und der Text wurden gemeinsam von Paul van Dyk und Peter Heppner geschrieben beziehungsweise komponiert. Musikalisch bewegt sich das Lied im Bereich des Synthiepops und des Trance. Aufgebaut ist das Lied auf zwei Strophen sowie einem Refrain zwischen den beiden Strophen und am Ende des Liedes. Neben dem Hauptgesang von Heppner ist im Hintergrund die Stimme von van Dyks Ehefrau Natasha zu hören. Angesprochen darauf, ob sie in einem Lied den Zeitgeist Anfang der 50er Jahre widerspiegeln könnten, war ihnen klar: „Wie 1954 haben auch heute viele Deutsche Teile ihres Selbstwertgefühls verloren, sind orientierungslos und haben Angst vor dem, was die Zukunft bringt. Van Dyk und Heppner wollten ein Statement abgeben: „Was immer auch passiert, wir lassen uns nicht unterkriegen, denn Wir sind wir!““. 2018 erzählte Heppner in einem Interview mit Radio Schwarze Welle, dass er mit diesem Stück auch ein „bisschen“ mit dem politischen Umgang rund um die deutsche Wiedervereinigung abrechnet. Politiker hätten sich gegenseitig übertrumpft, uns weiszumachen, das machen wir doch mit links, das wird alles ganz super, das seien doch blühende Landschaften, alles würde toll. Er stand nur daneben und dachte sich, wovon reden die denn da? Wir reden doch über einen Komplettzusammenbruch und über die Übernahme eines Landes. Das könne nicht so unproblematisch daher kommen, das wird noch „ganz Dicke“ für uns alle kommen, vor allem für die Leute im Osten. Die Politik habe von Welten erzählt, bei denen er sich fragte, wo die denn wohl sein mögen. |

## Musikvideo
Das Musikvideo zu Wir sind wir wurde in einer zerfallenen Zementfabrik in Berlin gedreht. Zu sehen ist Heppner, der als Kameramann besondere Ereignisse der deutschen Zeitgeschichte vor Ort filmt. Van Dyk tritt selbst nur zwei Mal kurz in Erscheinung, in dem zu sehen ist wie er eine Zeitung durchblättert und wie er Radio hört. Im Video werden neu gedrehte Ausschnitte mit Originalausschnitten verbunden. Die Gesamtlänge des Videos beträgt 3:46 Minuten. Regie führte Joern Heitmann, produziert wurde das Video von der Katapult Filmproduktion. Bis Januar 2025 zählte das Musikvideo über 2,1 Millionen Aufrufe auf der Videoplattform YouTube.
Das Video zeigt in folgender Reihenfolge besondere Ereignisse der letzten 60 Jahre der deutschen Zeitgeschichte:
- Der Reichstagsbrand
- Die Stunde Null
- Einen einbeinigen Kriegsheimkehrer
- Trümmerfrauen
- Berliner Luftbrücke
- Das Wunder von Bern
- Bau der Berliner Mauer
- Grenzflüchtlinge
- Das Wirtschaftswunder
- Die Ölkrise
- Fall der Berliner Mauer
- Der umgebaute Reichstag

2020 erklärte Heppner über seine Facebookseite, dass man für die Aufnahmen vor dem Reichstagsgebäude keine Genehmigung eingeholt hatte. Er selbst beschrieb es als „illegales Guerilla-Shooting vorm Reichstag“. Heppner und Heitmann hätten die Szene frühmorgens alleine und unter den „argwöhnischen Augen“ der Wachleute heimlich gedreht. Jahre später wurde das Video für eine Videoinstallation am Reichstag benutzt, die die Bundesregierung in Auftrag gegeben hatte, ohne ihrerseits eine Genehmigung von Heppner und van Dyk zu einzuholen, die jedoch nachträglich von beiden Künstlern erteilt wurde.

## Mitwirkende
| Liedproduktion - Peter Heppner: Gesang, Komponist, Liedtexter - Jens Kuphal: Abmischung, Arrangement, Mastering - Michael Schubert: Abmischung (Orchesterversion) - Matthias Suschke: Arrangement (Orchesterversion) - Natasha van Dyk: Hintergrundgesang - Paul van Dyk: Abmischung, Arrangement, DJ, Komponist, Liedtexter, Mastering, Musikproduzent Musikvideo - Dietrich Brüggemann: Regieassistent - Joern Heitmann: Regisseur - Manuela Kroke: Maskenbildner - Carmen Stahlhoven: Kostümbildner - Patrick Wilfert: Filmeditor | Artwork (Cover) - Nela König: Fotograf - Marc Schilkowski: Artwork Unternehmen - Hanseatic MV: Verlag - Katapult Filmproduktion: Filmproduzent (Musikvideo) - Nucleus Studios: Tonstudio - Paul van Dyk GmbH: Verlag - pH-Werk Musikverlag: Verlag - Urban: Musiklabel - Universal Music Publishing: Vertrieb |

## Preise
Das Musikvideo zu Wir sind wir wurde mit der Bronzenen Klappe in der Kategorie Musik-Clip vom Kölner Kommunikationsverband ausgezeichnet. 2005 wurde Joern Heitmann ebenfalls für das Musikvideo mit der Nagel und Klappe für die visuelle Umsetzung des Filmtitelliedes zur Dokumentation Das Wunder von Bern – Die wahre Geschichte ausgezeichnet.

## Chartplatzierungen
Wir sind wir erreichte in Deutschland Position 13 der Singlecharts und konnte sich insgesamt 19 Wochen in den Charts halten. In Österreich erreichte die Single in einer Chartwoche Position 75. 2004 platzierte sich Wir sind wir auf Position 49 in den deutschen Single-Jahrescharts.
Für Van Dyk als Autor, Interpret und Produzent ist dies der achte Charterfolg in Deutschland, sowie der dritte in Österreich. Bis heute konnte sich keine Single von ihm länger in den deutschen Singlecharts platzieren, lediglich die Single Nothing But You (Höchstplatzierung: 11) erreichte eine höhere Chartnotierung. Heppner erreichte als Interpret mit Wir sind wir zum fünften Mal die deutschen Singlecharts, sowie zum dritten Mal die Charts in Österreich. Als Komponist ist dies sein zehnter Charterfolg in Deutschland, sowie der dritte in Österreich. Als Liedtexter ist es bereits sein zwölfter Charterfolg in Deutschland, sowie der vierte in Österreich.
| ChartsChartplatzierungen | Höchstplatzierung | Wochen |
| ------------------------ | ----------------- | ------ |
| Deutschland (GfK)        | 13 (19 Wo.)       | 19     |
| Österreich (Ö3)          | 75 (1 Wo.)        | 1      |

| ChartsJahrescharts (2004) | Platzierung |
| ------------------------- | ----------- |
| Deutschland (GfK)         | 49          |